# Agapetus voccus
Agapetus voccus är en nattsländeart som beskrevs av Malicky och Chantaramongkol 1992. Agapetus voccus ingår i släktet Agapetus och familjen stenhusnattsländor. Inga underarter finns listade i Catalogue of Life.